# 澀谷彩乃
澀谷彩乃（日语：／ Shibuya Ayano，5月18日—）是生于日本東京都的女性聲優。賢Production所属。

## 经历
于School Duo毕业后的2015年4月1日加入賢Production。

## 人物
特技为古典芭蕾舞和柔软。兴趣爱好是跳舞、散步和阅读。

## 演出作品
※粗體字為主要角色。

### 电视动画
2014年
- 吃豆人的可怕冒险[1]
- 幕末Rock[1]

2015年
- 偵探小隊KZ事件簿（女孩子、小孩、女學生2、女孩子2[1]）

2017年
- 精靈寶可夢 太陽&月亮（星兒[4]）
- BanG Dream!（學生B、學生A、吉他手A、主唱A、小塚千穗、女學生A、客、豐崎麻理惠、岡入果步、其他）
- KiraKira☆光之美少女 A La Mode（神樂坂理沙[5]、帕科、咲）
- 見習神仙 秘密的心靈（佳穗）

2018年
- 魔法少女 俺（妖魔、澀谷彩乃）
- 卡片戰鬥先導者（三和大志 <幼年>）
- 溫泉屋小女將（男孩子）
- 龍族拼圖（加奈子）
- Double Decker！刑事雙雄（萊莎）

2019年
- 魔法少女特殊戰明日香（女学生）
- 夢幻之星Online 2 Episode Oracle（操作員）
- 海螺小姐（莫妮卡、其他）

2020年
- 我的英雄學院 第4期（領袖男子兒童、絢爛崎美美美、少年）
- 別對映像研出手！（賣家）
- 啄木鳥偵探所（女孩子）

2021年
- 回復術士的重啟人生（芙列雅 / 芙蕾雅[6]）
- 決鬥大師KING（孫子）
- 異世界食堂2（露米亞）
- 迷宮標記者（諾切）

2022年
- 王子的本命是惡役千金（克麗絲[7]）
- 射擊覺醒！激鬥瓶蓋人 DX（少年2、水野伊呂波、女子B、ローランズ3）
- 舞動不止（女兒、幼兒園班級學生、夏姬的友人、老闆娘A、女學生A）
- 小書痴的下剋上：為了成為圖書管理員不擇手段！（哈迪、迪爾克）
- 徹夜之歌（泳裝女子B）
- 不道德公會（梅伊蒂娜·安潔[8]）
- IDOLiSH7 Third BEAT!（粉絲A）

2023年
- 天國大魔境（奈奈基、十五）
- 【我推的孩子】（拉拉）
- 蜡笔小新（女性A）
- 神奇柑仔店 錢天堂（幼稚園老師）
- 咒術迴戰 懷玉·玉折 / 澀谷事變（格納咒靈）
- 烈焰先鋒 救國的橘衣消防員（護士）

2024年
- 我的英雄學院 第7期（男童）
- 膽大黨（同班同學B）

2025年
- 賽馬娘 蘆毛灰姑娘（諾倫王牌[9]）

### 剧场版动画
- 电影 KiraKira☆光之美少女 A La Mode 清脆出爐！回憶的法式千層酥！（2017年，女子）
- 機動戰士GUNDAM 庫克羅斯·德安之島（2022年、唯、达里奥）
- 漂流家園（2022年，千絵梨）
- 青春豬頭少年（2023年，安濃八重）

### OVA
- 12歲。（2015年，女子2）-《Ciao》2015年11月附录

### 网页动画
- 射擊覺醒！激鬥瓶蓋人（2020年-2021年，水野伊呂波）
- TIGER & BUNNY 2（2022年，小孩）
- PLUTO ～冥王～（2023年，小孩）

### 游戏
2015年
- 車娘Collection（初代Roadstar、尤諾斯500、第5代西爾維婭[1]）

2017年
- 永恆綠洲 精靈與種人的海市蜃樓
- 碧藍幻想（ザ・デビル）
- 塞尔达传说 旷野之息 英傑たちの詩（普爾亞）

2018年
- 逆轉奧賽羅尼亞（ネイト）
- 魔物娘☆後宮（キトリー[10]）
- 夢幻之星：伊多拉傳說（艾瑪）
- MIRRORS CROSSING（漢娜）
- 刀使之巫女 刻印閃爍的燈火（加賀美蜜蜜）

2019年
- Engage Princess ～沉睡的姬君與夢的魔法使（ネオン）
- 寶可夢大師（ホープトレーナー、えんじ[11]）

2020年
- 勇者斗恶龙X（サティ）
- 薩爾達無雙 災厄啟示錄（普爾亞）

2021年
- SINce Memories 星穹之下（プルシアイネン藍乃[12]）

2022年
- 星之旋律 守夢星少女（キララ・スター）

2023年
- 薩爾達傳說 王國之淚（普爾亞）
- 緋染天空 Heaven Burns Red（原田前輩）

2024年
- 魔法禁書目錄 幻想收束（莎洛妮亞·A·以黎薇卡）

## 音樂作品

### 角色歌
| 發售日         | 商品名                                                     | 演唱                                       | 歌曲                                      | 備註                                   |
| -------------- | ---------------------------------------------------------- | ------------------------------------------ | ----------------------------------------- | -------------------------------------- |
| 2018年6月27日  | 俺ジナルソングス                                           | 矢茂小波（森久保祥太郎）、妖魔（澀谷彩乃） | 「恋のシャウト・イズ・ナンバーワン！」    | 电视动画《魔法少女 俺》相关歌曲        |
| 2021年3月24日  | 回復術士的重啟人生 Blu-ray & DVD角色歌 & 电视版主题曲CD    | 芙蕾雅（澀谷彩乃）、刹那（石上靜香）       | 「Wash My World」                         | 电视动画《回復術士的重啟人生》相关歌曲 |
| 2023年11月29日 | 《青春豬頭少年不會夢到兔女郎學姊》Blu-ray & DVD 附赠原声带 | スイートバレット                           | 「ミューズになっちゃう」 「オトメノート」 | 电影歌曲《青春豬頭少年》剧中歌         |

## 脚注

### 團體成員
1. ↑  豐濱和香（内田真礼）、廣川卯月（雨宮天）、安濃八重（澀谷彩乃）、中鄉蘭子（鈴代紗弓）、岡崎螢（高木美佑）